# Tadeusz Puszkar
Tadeusz Puszkar (ur. 6 grudnia 1940  w Rawie Ruskiej, zm. 1 maja 2021) – polski biolog, prof. dr hab.

## Życiorys
Studiował na Wydziale Biologii i Nauk o Ziemi Uniwersytetu Marii Curie-Skłodowskiej, w 1972 obronił pracę doktorską, w 1981 nadano mu stopień doktora habilitowanego. 18 listopada 2002 otrzymał tytuł profesora nadzwyczajnego w zakresie nauk biologicznych. Pracował w Instytucie Biologii na Wydziale Biologii i Nauk o Ziemi Uniwersytetu Marii Curie-Skłodowskiej.
Został zatrudniony na stanowisku rektora w Wyższej Szkole Humanistycznej i Przyrodniczej – Studium Generale Sandomiriense, oraz kierownika w Katedrze Zoologii na Wydziale Biologicznym i Rolniczym Uniwersytetu Rzeszowskiego.
Był członkiem Komitetu Ochrony Przyrody na II Wydziale – Nauk Biologicznych Polskiej Akademii Nauk.
Zmarł 1 maja 2021, pochowany na Nowym Cmentarzu w Jarosławiu.

## Odznaczenia
- Srebrny Krzyż Zasługi (1985);
- Medal KEN (1988);
- Nagroda MEN (1986);
- Nagroda zespołowa im. W. Goetla (1988)[3].